# Силичи (дворянский род)
Силичи — дворянский род, относящийся к древним черниговским боярско-шляхетским родам.
Иоанникий Силич был полковником черниговским и подписал статьи о присоединении Малороссии к Русскому государству (1659); потомки его брата, черниговского полкового сотника Степана Силича (1661—1677, с перерывами), внесены в VI часть родословной книги Черниговской губернии.

## Описание герба
В поле червлёном золотой укороченный андреевский крест, сопровождаемый снизу тремя брусками, книзу короче.
Щит увенчан дворянскими шлемом и короной. Нашлемник: три страусовых пера. Намёт на щите красный, подложенный серебром.